# Robert K. G. Temple
Robert K. G. Temple (né aux États-Unis en 1945) est un auteur américain connu pour son ouvrage controversé The Sirius Mystery publié en 1976.

## Biographie
Robert Temple a été diplômé en 1965 en études orientales et en sanskrit (Université de Pennsylvanie à Philadelphie).
Il est membre de la Royal Astronomical Society et de Egypt Exploration Society, chroniqueur occasionnel sur la BBC, contributeur occasionnel à New Scientist et à The Poetry Review.

## The Sirius Mystery
Ce livre, écrit en 1967 mais publié en 1976, soutient la thèse selon laquelle le peuple dogon a eu un contact du troisième type avec une civilisation d'extraterrestres amphibiens venus d'une planète proche de Sirius. Il s'est fondé pour cela sur les travaux des ethnographes français Germaine Dieterlen et Marcel Griaule (Dieu d'eau chez Fayard), et leurs propres interprétations de la cosmogonie dogon.

## The Sphinx Mystery
Robert Temple publie en 2009, avec son épouse Olivia Temple, l'ouvrage Sphinx Mystery dans lequel ils affirment que la statue du Grand Sphinx de Gizeh fut à l'origine une gigantesque représentation du dieu Anubis figuré sous la forme d'un canidé couché. Selon eux, le pharaon Amenemhat II aurait fait retailler la tête de chacal originelle pour lui donner l'apparence actuelle de tête d'homme.

## Autres ouvrages
- The Genius of China (Le génie de la Chine, 2000 ; traduction aux Jean-Charles Sournia)
- The Crystal Sun (non traduit, 2002)